# كريستوفور (قديس)
سانت كريستوفر ((باليونانية: Ἅγιος Χριστόφορος) ، Ágios Christóforos) تم تكريمه من قبل العديد من الطوائف المسيحية كشهيد قُتل في عهد الإمبراطور الروماني ديسيوس في القرن الثالث (في فترة 249-251) أو بدلاً من ذلك تحت حكم الإمبراطور ماكسيمينوس دايا (في فترة 308-313). يبدو أن هناك ارتباكًا بسبب التشابه في الأسماء «ديسيوس» و «ضياء». سميت الكنائس والأديرة باسمه بحلول القرن السابع.
ومن أشهر اساطيره أنه حمل طفلاً لم يكن يعرفه، عبر نهر قبل أن يكشف الطفل عن نفسه على أنه المسيح. لذلك، فهو شفيع المسافرين، وغالبًا ما يرتدي المسيحيون صورًا صغيرة حول الرقبة أو على شكل اسورة أو يحملها في الجيب أو يضعها المسيحيون في المركباتهم.

## تاريخ
ربما كان أهم مصدر لتاريخ كريستوفوروس هو النقش الحجري الذي نشره لويس دوتشيسن في عام 1878.
تم نسخ النقش الحجري وكان أول إصدار له في ٧ أبريل ١٨٧٧ من قبل ماتيو بارانيكاس في مجلة الأناضول في القسطنطينية. تم العثور على حجر بحجم 2 × 1 م في أنقاض كنيسة في خلقيدونية القديمة. ويشهد النقش على وضع حجر الأساس وبناء وتكريس كنيسة باسم «استشهاد القديس كريستوفر». يشهد النقش أيضًا على التواريخ الزمنية من وضع حجر الأساس إلى تكريس الكنيسة؛ يعود تاريخ بناء كنيسة كريستوفورس هذه إلى زمن المجمع المسكوني الرابع، مجمع خلقيدونية. يذكر النقش أيضًا أسماء وزراء الدولة في الإمبراطورية البيزنطية ووزراء الكنيسة الذين شاركوا في وضع حجر الأساس أو تشييد الكنيسة أو تكريسها. يقرأ النقش كما يلي:
مع الاله وضع حجر الأساس لاستشهاد القديس كريستوفر في الدعوى الثالثة في شهر مايو تحت قنصلية البروتوجينيوس وأستوريوس اللامعين في عهد الإمبراطور ثيودوسيوس الثاني والأسقف يولياليوس الخلقيدوني. لكن تم بناؤه من قبل الحاكم الموقر إيفيميدوس، وتم التكريس في نهاية الاتهام الخامس في شهر سبتمبر، في الثاني والعشرين من سبتمبر، تحت قنصلية سبوراسيوس وهيركولانوس اللامعين.

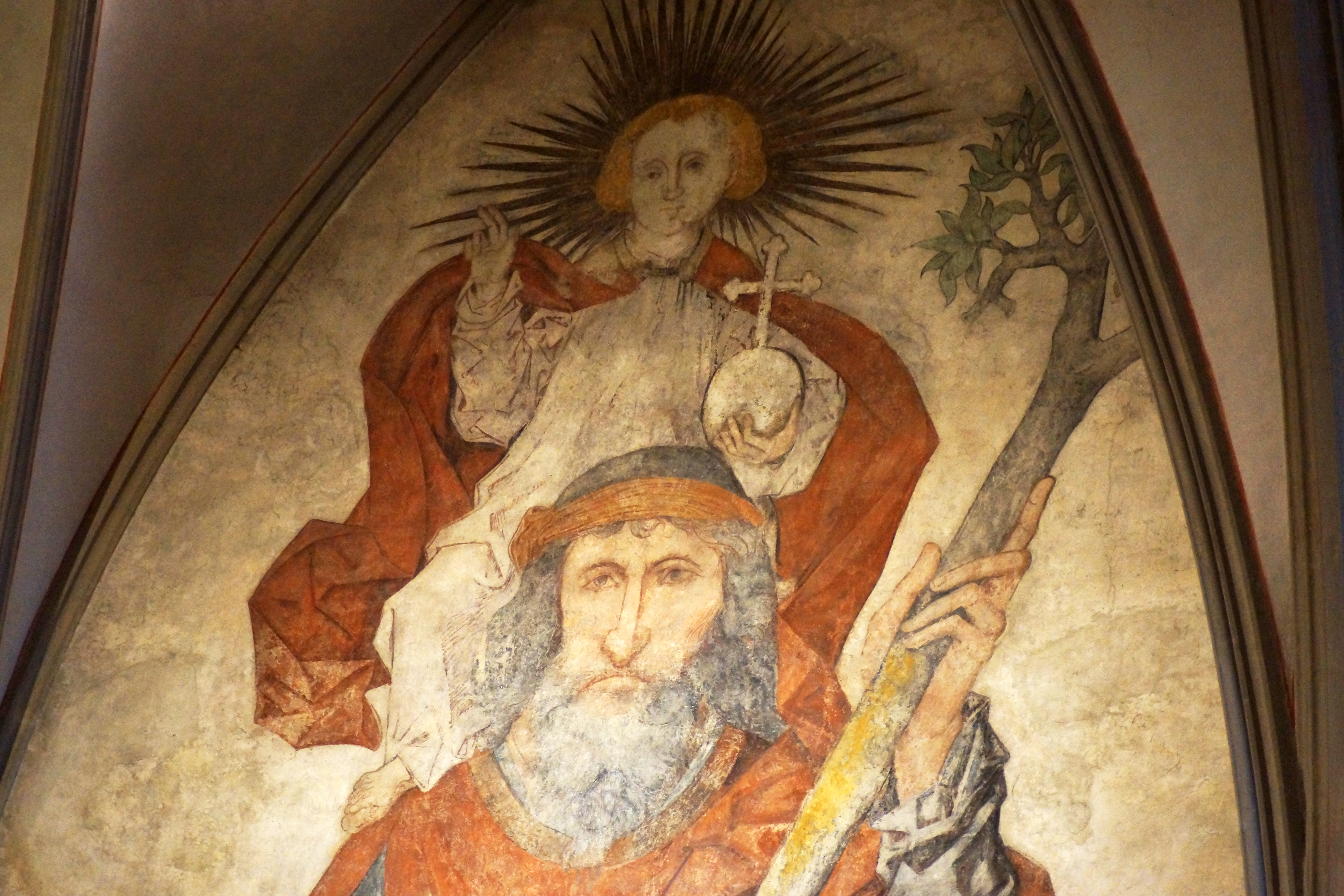
القديس كريستوفوروس الفريسكو يحمل الطفل يسوع ، هوهير دوم ماريا هايمسوشونغ ، كاتدرائية أوغسبورغ

كتب عالم الآثار الألماني كارل ماريا كوفمان:
استمر بناء هذه الكنيسة، التي أقيمت لأحياء شرف القديس كريستوفر، من مايو 450 إلى 22 سبتمبر 452، حيث تم التكريس والتفاني. أسماء الشخصيات المذكورة، قناصل الأسقف يولاليوس، معروفة من تاريخ المجمع المسكوني الرابع، الذي اجتمع خلال فترة البناء على نفس الأرض التي ينتمي إليها نقشنا (شالزودين 451). توفي ثيودوسيوس الثاني بعد شهرين من بدء البناء. تخلد نقوش الكنيسة ذكرى كوبيكلاريوس أوفيميوس، وهو غالباً المؤسس أو المهندس معماري أو قائد بناء.
على مقربة من كنيسة القديس كريستوفر، التي كانت قيد الإنشاء في ذلك الوقت، كانت بازيليك القديس أوفيميا، التي انعقد فيها المجمع؛ تم ذكر القناصل بورتوجنيس وسبوراكيسوس، المذكورين في النقش على الحجر، في أعمال المجمع.
يشهد هذا النقش على تبجيل كريستوفورس في القرن الخامس في خلقيدونية، وبالتالي على وجود كريستوفوروس، الذي ربما استشهد في فترة الاضطهاد الكبير في القرن الرابع.
ثم في عام 553، شهد أسقف أركاديوبوليس في ليديا، الذي أخذ اسم كريستوفورس. تم تكريس دير للراهبات في غلاطية للقديس كريستوفر حوالي عام 600.

## الملحمة
في اليونان في القرن السادس ظهرت الملاحم عن حياة وموت القديس كريستوفر لأول مرة وانتشرت إلى فرنسا بحلول القرن التاسع. قدم أسقف وشاعر القرن الحادي عشر والتر شباير نسخة واحدة، لكن الاختلافات الأكثر شيوعًا نشأت من الأسطورة الذهبية في القرن الثالث عشر.
وفقًا للرواية الأسطورية لحياته، كان يُطلق على كريستوفر في البداية Reprobus. كان كنعانيًا، 5 أذرع (7.5 قدم (2.3 م)) طويل القامة ووجهه مخيف. أثناء خدمته لملك كنعان، أخذها في رأسه ليذهب ويخدم «أعظم ملك هناك». ذهب إلى الملك الذي اشتهر بأنه الأعظم، لكنه في يوم من الأيام رأى الملك يعبر نفسه عند ذكر الشيطان. فلما علم أن الملك يخاف الشيطان غادر ليبحث عن الشيطان. صادف مجموعة من اللصوص، أعلن أحدهم أنه الشيطان، لذلك قرر كريستوفر خدمته. ولكن عندما رأى سيده الجديد يتجنب صليبًا على جانب الطريق ووجد أن الشيطان يخاف المسيح، تركه واستفسر من الناس عن مكان العثور على المسيح. التقى ناسكًا علمه الإيمان المسيحي. سأله كريستوفر كيف يمكنه أن يخدم المسيح. عندما اقترح الناسك الصوم والصلاة، أجاب كريستوفر أنه غير قادر على أداء هذه الخدمة. ثم اقترح الناسك أنه بسبب حجمه وقوته، يمكن أن يخدم كريستوفر المسيح من خلال مساعدة الناس على عبور نهر خطير، حيث كانوا يموتون في المحاولة. وعد الناسك بأن هذه الخدمة ستكون مرضية للمسيح.
بعد أن أدى كريستوفر هذه الخدمة لبعض الوقت، طلب منه طفل صغير أن يأخذه عبر النهر. أثناء العبور، انتفخ النهر وبدا الطفل ثقيلًا مثل الرصاص، لدرجة أن كريستوفر كان بالكاد يستطيع حمله ووجد نفسه في صعوبة كبيرة. عندما وصل أخيرًا إلى الجانب الآخر، قال للطفل: «لقد وضعتني في أكبر خطر. لا أعتقد أن العالم بأسره كان يمكن أن يكون ثقيلاً على كتفي مثلك». فأجاب الطفل: «ليس على أكتافك العالم كله فقط بل من صنعه. أنا المسيح ملكك الذي تخدمه بهذا العمل». ثم اختفى الطفل.
زار كريستوفر في وقت لاحق ليسيا وهناك عزاء للمسيحيين الذين استشهدوا. أمام الملك المحلي، رفض التضحية للآلهة الوثنية. حاول الملك أن يكسبه بالثراء وبإرسال امرأتين جميلتين لإغرائه. حوَّل كريستوفر النساء إلى المسيحية، حيث كان قد حوّل الآلاف في المدينة بالفعل. أمر الملك بقتله. فشلت محاولات مختلفة، ولكن في النهاية تم قطع رأس كريستوفر. 
الاسم اليوناني Christophoros يعني «حامل المسيح».

## التبجيل والمحسوبية

### الليتورجيا الأرثوذكسية الشرقية
تبجل الكنيسة الأرثوذكسية الشرقية كريستوفر الليقية (أو ليقيا) بيوم العيد في 9 مايو. تشير القراءة والترانيم الليتورجية إلى سجنه من قبل ديسيوس الذي يغري كريستوفر بالعاهرات قبل أن يأمر بقطع رأسه. تقرأ القندق في النغمة الرابعة (ترنيمة):
أنت الذي كنت مرعوبًا في القوة والوجه، فمن أجل خالقك، استسلمت عن طيب خاطر لمن يطلبونك؛ لأنك أقنعتهم وأقنعتم النساء اللواتي سعين لإيقاظك نار الشهوة، وتبعنك في طريق الاستشهاد. وفي العذاب أثبتت شجاعتك. لذلك، اكتسبناك كحامينا العظيم، أيها كريستوفر العظيم. 

### الليتورجيا الرومانية الكاثوليكية
يتذكره «الاستشهاد الروماني» في 25 تموز / يوليو. أحيا تقويم ترايدنتين ذكرى له في نفس اليوم فقط في الجماهير الخاصة. بحلول عام 1954، تم تمديد احتفاله ليشمل جميع الجماهير، ولكن تم إسقاطه في عام 1970 كجزء من إعادة التنظيم العامة لتقويم الطقس الروماني كما هو مطلوب من قبل ميستري باسكاليس. تم وصف احتفاله بأنه ليس من التقاليد الرومانية، نظرًا للتاريخ المتأخر نسبيًا (حوالي 1550) والطريقة المحدودة التي تم بها قبوله في التقويم الروماني،  ولكن لا يزال عيده يُحتفل به محليًا.

### الاثار
يدعي متحف الفن المقدس في كنيسة سانت جوستين (سفيتا جوستينا) في راب بكرواتيا أن وعاء ذخائر مطلي بالذهب يحمل جمجمة القديس كريستوفر. وفقًا لتقاليد الكنيسة، أظهر أحد الأسقف الآثار من سور المدينة في عام 1075 من أجل إنهاء حصار المدينة من قبل الجيش الإيطالي النورماندي. 

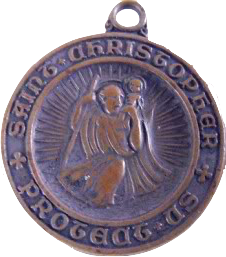
ميدالية برونزية من القديس كريستوفر

### ميداليات
عادة ما يتم ارتداء الميداليات التعبدية التي تحمل اسم وصورة القديس كريستوفر كمعلقات، خاصة من قبل المسافرين، لإظهار التفاني وكطلب لمباركته. كثيرا ما تُعرض التماثيل المصغرة في السيارات. في الفرنسية، هناك عبارة شائعة لمثل هذه الميداليات هي "Regarde St Christophe et va-t-en rassuré" («انظر إلى القديس كريستوفر واستمر في الاطمئنان»، وتُترجم أحيانًا إلى «انظر إلى القديس كريستوفر واذهب في طريقك بأمان»)؛ ميداليات القديس كريستوفر والبطاقات المقدسة باللغة الإسبانية تحمل عبارة "Si en San Cristóbal Confías، de accidente no morirás" («إذا كنت تثق في سانت كريستوفر، فلن تموت في حادث»).

### الرعاية العامة
القديس كريستوفر هو قديس مشهور على نطاق واسع، ولا سيما من قبل الرياضيين والبحارة ورجال العبارات والمسافرين.  إنه محترم كواحد من أربعة عشر مساعدين مقدسين. وهو يرعى الأشياء المتعلقة بالسفر والمسافرين - ضد البرق والأوبئة - ورعاية الرماة؛ العزاب . البحارة. الجنود. التجليد. الصرع. الفيضانات. تجار الفاكهة أكمل . البستانيين . موت مقدس البحارة. ناقلات السوق؛ سائقي السيارات والسائقين. البحارة. العواصف. راكبو الامواج؛  وجع الأسنان. تسلق الجبال؛ وعمال النقل.

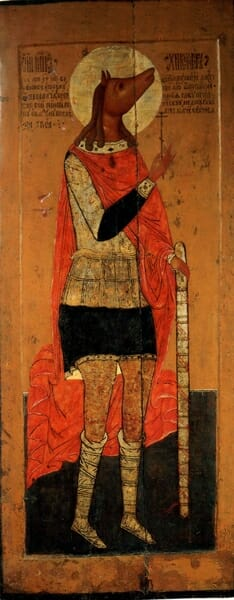
في الرموز الشرقية ، يظهر القديس كريستوفر أحيانًا برأس كلب.

### رعاية الأماكن
كريستوفر هو شفيع العديد من الأماكن، بما في ذلك: بادن ، ألمانيا؛  بارغا ، إيطاليا؛ برونزويك ، ألمانيا؛  مكلنبورغ ، ألمانيا؛  راب، كرواتيا؛ رويرموند ، هولندا؛ جزيرة سانت كريستوفر (سانت كيتس)؛ توسس ، كاتالونيا ، إسبانيا؛ مونديم دي باستو، البرتغال؛ أغرينيو ، اليونان؛ فيلنيوس ، ليتوانيا؛ ريغا ، لاتفيا؛ هافانا ، كوبا؛ سان كريستوبال ، جمهورية الدومينيكان؛ بايتي، لاغونا، الفلبين؛ وتيفيم، جوا، الهند .

### وصفه في الفن
لأن القديس كريستوفر قدم الحماية للمسافرين وضد الموت المفاجئ، وضعت العديد من الكنائس صورًا أو تماثيل له، وعادةً ما تكون مقابل الباب الجنوبي، حتى يمكن رؤيته بسهولة.  عادة ما يتم تصويره على أنه عملاق، مع طفل على كتفه وعصا في يد واحدة. في إنجلترا، يوجد عدد من اللوحات الجدارية للقديس كريستوفر أكثر من أي قديس آخر؛  في عام 1904 م. أفاد كوليير، الذي يكتب لجمعية الآثار البريطانية، عن 183 لوحة وتماثيل وتمثيلات أخرى للقديس، وهو ما يفوق عددًا ما عدا مريم العذراء.
في الكنيسة الأرثوذكسية الشرقية، هناك أيقونات معينة تحدد سرًا القديس كريستوفر برأس كلب. قد تحمل مثل هذه الصور أصداء الإله المصري أنوبيس. صورة كريستوفر برأس كلب لا تدعمها الكنيسة الأرثوذكسية بشكل عام، حيث تم حظر الأيقونة في القرن الثامن عشر من قبل موسكو.
تكمن جذور تلك الأيقونات في سرد لسرد القديسين في عهد الإمبراطور دقلديانوس، والذي يحكي عن رجل يُدعى («المستهجن» أو «الوغد») تم القبض عليه من قبل القوات الرومانية التي تقاتل ضد القبائل التي تعيش في غرب مصر في برقة وأجبروا على الانضمام إلى الأرقام الرومانية Marmaritarum أو «وحدة Marmaritae»، مما يشير إلى "Marmaritae" غير معروف (ربما نفس قبيلة Marmaricae أمازيغ من برقة). قيل إنه ضخم الحجم، برأس كلب بدلاً من رجل، وكلاهما يبدو على ما يبدو نموذجيًا لمارمريتا. تم نقله والوحدة في وقت لاحق إلى أنطاكية السورية، حيث عمده الأسقف بطرس من أتاليا واستشهد عام 308. كما تم التكهن بأن هذا التصوير البيزنطي للقديس كريستوفر كرأس كلب ربما نتج عن سوء قراءة للمصطلح اللاتيني Cananeus (الكنعاني) مثل caninus ، أي «كلاب». كما ذكر الكاتب الروماني بليني الأكبر أن «سينامولجي (أو سينوسيفالي)، من» إثيوبيا «كانوا رجالًا برؤوس كلاب». كان عمل بليني عبارة عن خلاصة وافية محترمة عن العلوم الرومانية - التاريخ الطبيعي - خلال القرن الأول بعد الميلاد، تم الإبلاغ عن «معرفة» مقبولة عن أشخاص من منطقة غرب مصر (برقة). يلاحظ بليني أن هؤلاء «الرجال ذوي الرؤوس الكلاب» أقاموا في «إثيوبيا» - وهو الاسم الذي استخدمه الرومان المعاصرون لتلخيص مناطق غرب وجنوب مصر الإسكندرية. من الأرجح أن جذور الأيقونات تكمن في سرد «Rebrebus / Rebrebus / أو Reprobus» تم التقاطه من «غرب مصر» (Cynocephali من Cyrenaica) ومطابقة الاعتقاد الثقافي الحالي بأن الرجال (طويل القامة، أقوياء، مرفوضون) من كانت تلك المنطقة تحتوي ببساطة على رؤوس كلاب.
وفقًا للعاطفة الأيرلندية في العصور الوسطى للقديس كريستوفر، «كان كريستوفر هذا واحدًا من رؤوس الكلاب، وهو جنس له رؤوس كلاب وأكل لحمًا بشريًا.»  كان من المقبول عمومًا في ذلك الوقت أن هناك عدة أنواع من الأجناس، Cynocephalus ، أو الأشخاص الذين يرأسون الكلاب، كونها واحدة من العديد من الأشخاص الذين يُعتقد أنهم يسكنون العالم.
صور الأسقف الألماني والشاعر والتر شباير القديس كريستوفر على أنه عملاق من نوع cynocephalic في أرض Chananeans الذي يأكل اللحم البشري وينبح. في النهاية، التقى كريستوفر بالمسيح الطفل، وندم على سلوكه السابق، ونال المعمودية. هو أيضًا تمت مكافأته بمظهر بشري، حيث كرس حياته للخدمة المسيحية وأصبح رياضيًا لله، أحد القديسين العسكريين.

## لوحات

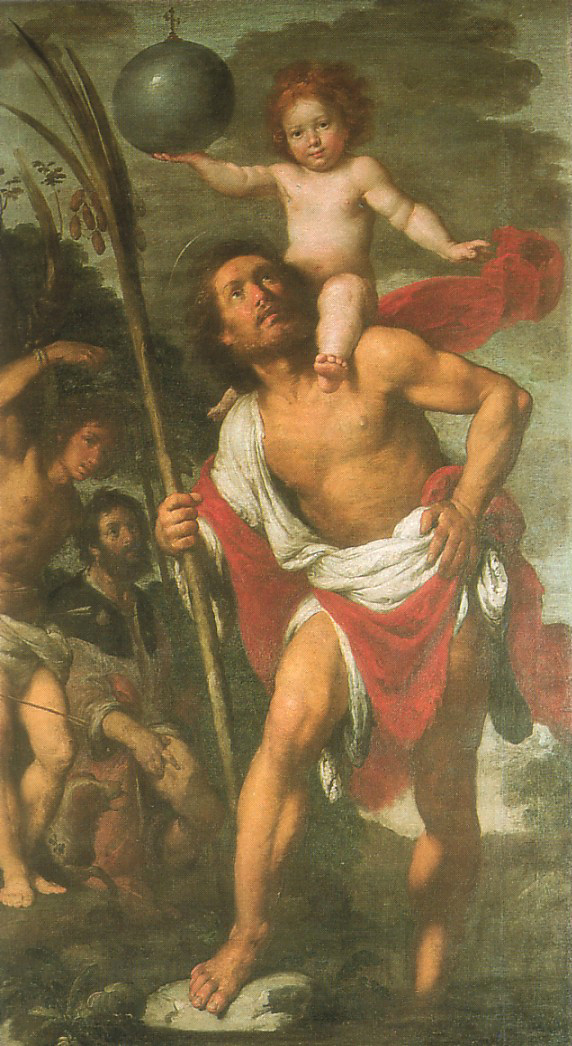
أبرشية ألمينو سان سالفاتور  [لغات أخرى]‏ ( بيرغامو ) ، إيطاليا.
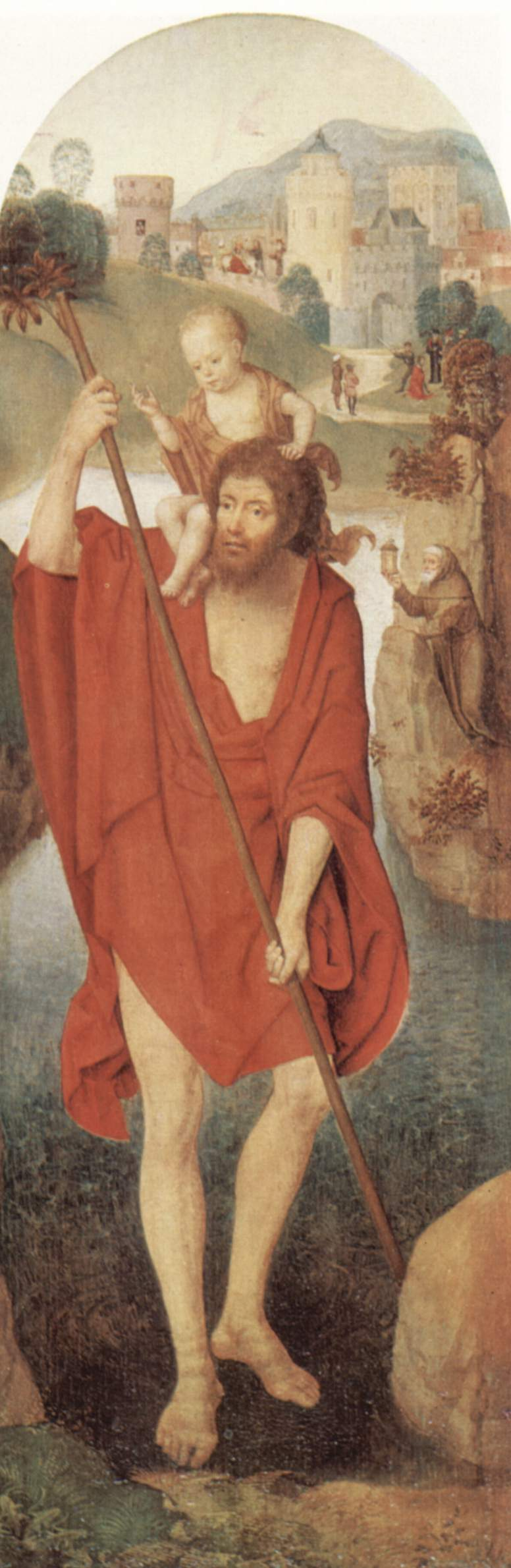
سانت كريستوفر بواسطة هانز مملينج ، كاليفورنيا. 1480
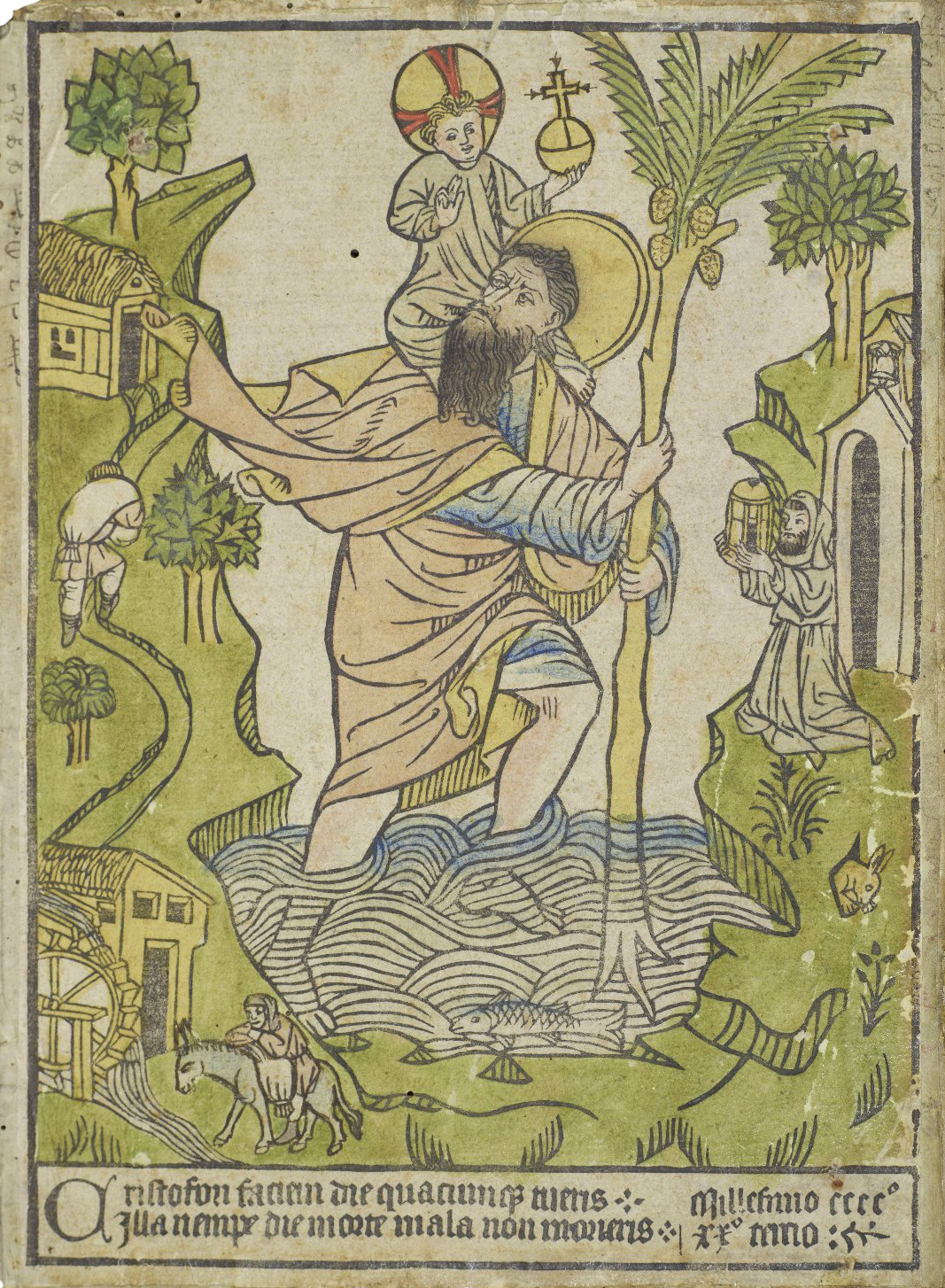
أقدم نقش خشبي معروف ، 1423 ، بكسهايم  [لغات أخرى]‏ ، مع التلوين اليدوي
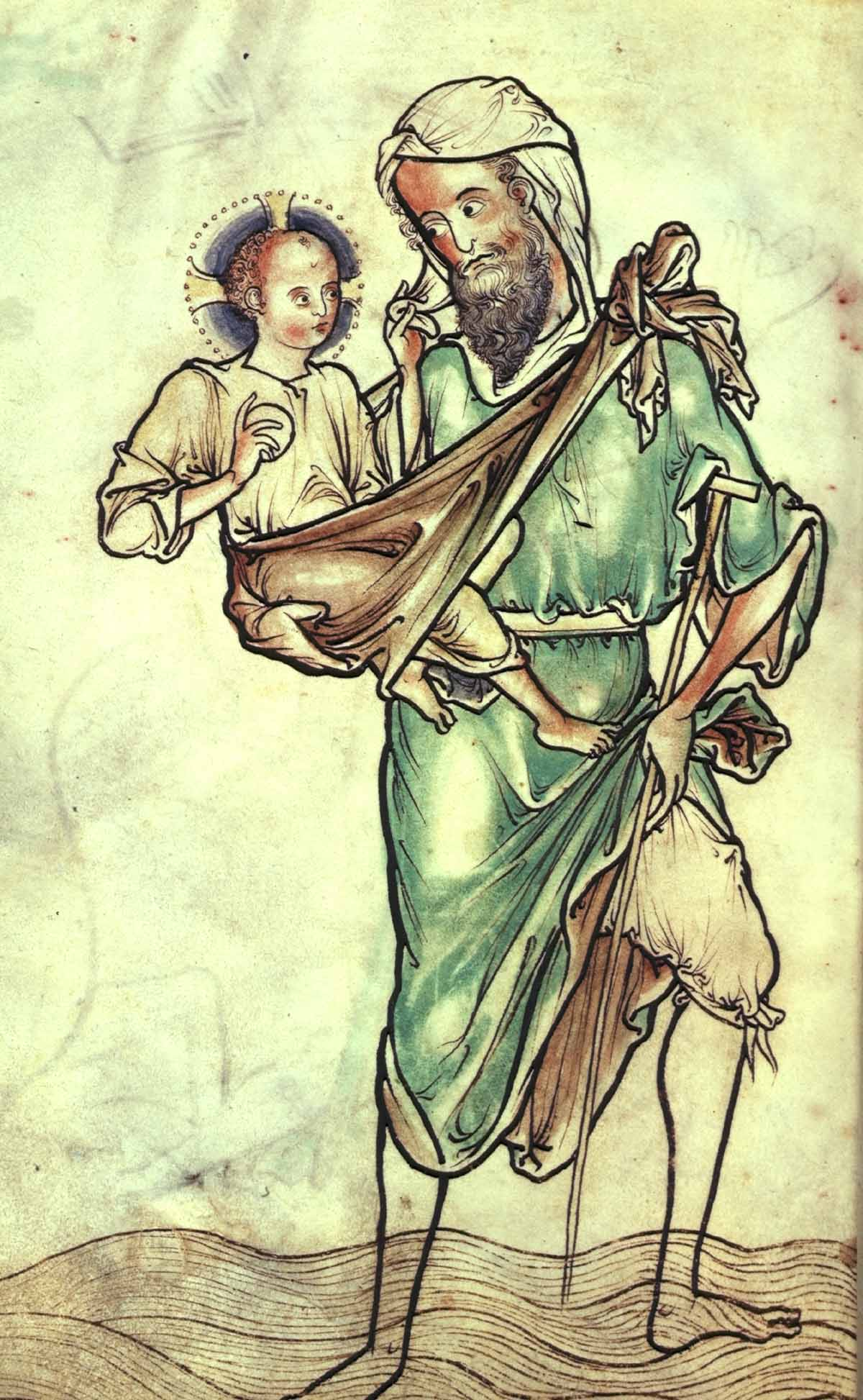
سانت كريستوفر ، من سفر المزامير وستمنستر  [لغات أخرى]‏ ، ج. 1250

## في الثقافة الشعبية
- أنظر إلى القديس كريستوفر في الثقافة الشعبية

## التكريم
جزيرة سانت كريستوفر في القارة القطبية الجنوبية سميت على اسم القديس.
تمت تسمية العديد من الأماكن على اسم القديس بلغات أخرى مثل Saint-Christophe ، وهو اسم مكان شائع جدًا خاصة في فرنسا.

## روابط خارجية
- سانت كريستوفر - موقع إلكتروني يحتوي على معلومات ومراجع عن القديس كريستوفر
- "The Life of Saint Christopher" ، The Golden Legend or Lives of the Saints ، Temple Classics ، 1931 (جمعها Jacobus de Voragine ، ترجم بواسطة William Caxton) في كتاب جامعة Fordham للقرون الوسطى
- القديس كريستوفر في موقع الويب المسيحي الأيقوني
- سانت كريستوفر في الأسطورة الذهبية : أصل لاتيني ، ترجمة إنجليزية (كاكستون)
- «آلام القديس كريستوفر» الأيرلندية
- نقش القديس كريستوفر بواسطة E. Sadeler من مجموعة De Verda
- فهم الكلب رأس أيقونة القديس كريستوفر في مجلة الفنون الأرثوذكسية.